# Rekonstruktionstiden
Rekonstruktionstiden (eng. the Reconstruction) 1865-1877 var perioden umiddelbart efter den amerikanske borgerkrig, hvor de besejrede sydstater blev genindlemmet i USA og styret af forbundsregeringen, og demokratiet blev forsøgt udvidet med rettigheder til den sorte befolkning.
Efter mordet på Abraham Lincoln i april 1865 overtog hans vicepræsident Andrew Johnson præsidentembedet. Johnson lagde vægt på delstaternes ret til selvstyre, hvilket bl.a. betød at konfiskeret jord, der var overdraget til tidligere slaver, nu blev givet tilbage til deres oprindelige ejere. Han mente endvidere, at hvis sydstaterne blot betalte deres krigsgæld og respekterede slaveriets afskaffelse, kunne de selv bestemme over deres interne forhold, herunder hvem der skulle have valgret.
Den løse styring førte hurtigt til, at flere sydstater indførte tiltag for at forhindre den sorte befolknings bevægelsesfrihed og sikre adgang til deres arbejdskraft. Disse såkaldte “black codes” vakte forargelse i nordstaterne og førte også til et stemningsskifte i kongressen, der tidligt i 1866 - på trods af Johnsons veto - indførte ny lovgivning for at sikre sortes rettigheder i hele unionen: The Freedmen’s Bureau skulle fortsætte sit arbejde med at hjælpe sorte frem i samfundet og alle født i USA blev defineret som statsborgere med lige rettigheder.
Ved valget senere i 1866 fik radikale republikanere stor indflydelse, og sydstaterne blev i 1867 midlertidigt sat under administration af hæren og inddelt i fem distrikter. Kongressen indførte i de følgende år en række love og forfatningstilføjelser, der sikrede borgerettigheder og stemmeret for alle voksne mænd. 
De følgende år medførte massive forandreinger for den sorte befolkning i sydstaterne, der nød godt af bl.a. offentlige skoler og økonomiske genopretningsprojekter. Sorte opnåede også valg til delstatsregeringer og til den føderale kongres.
Men de store omvæltninger førte også til en kraftig modreaktion fra dele af den hvide befolkning i sydstaterne. Organisationer som Ku Klux Klan gennemførte angreb på politikere og sorte borgere, og en økonomisk nedtur for sydstaterne førte i 1874 til et flertal for Demokraterne i Repræsentanternes Hus. 
I forbindelsen med en strid om præsidentvalget i 1876 indgik Rutherford B. Hayes et kompromis, der i 1877 førte til at at føderale tropper blev trukket tilbage fra sydstaterne. Det blev i praksis enden på rekonstruktionstiden. Demokraterne fik fuld kontrol over sydstaterne, og fik rullet  store dele af rekonstruktionstidens fremskridt for sorte tilbage. 
Dette udartede til undertrykkelse, vold og forfølgelse af den sorte befolkningsgruppe i mange årtier efter.